# Khost
Khost ou Khowst é uma cidade no leste do Afeganistão localizada na província de Khost.